# Stefan Wenz
Stefan Wenz (* 15. Februar 1957 in Frankfurt) ist ein deutscher Schwimmer und Olympiateilnehmer. Der 1,87 m große und 92 kg schwere Athlet startete für die SSF Bonn 1905.
Er gewann 1976 die Mannschaftsmeisterschaft sowie die Meisterschaft über 4 × 100 m und 4 × 200 m Delphin (Team: Hans-Joachim Geisler, Dirk Braunleder, Klaus Steinbach und Stefan Wenz).
1977 holte er den Titel über 1500 m Freistil.
Bei den Olympischen Spielen 1976 in Montreal startete er über 400 und 1500 m Freistil, konnte sich aber für kein Finale qualifizieren.